# Carlos Collazzi
Carlos María Collazzi Irazábal (ur. 20 września 1947 w Rosario) – urugwajski duchowny rzymskokatolicki, w latach 1995-2023 biskup Mercedes.
26 września 2023 papież Franciszek przyjął jego rezygnację z funkcji biskupa diecezjalnego.